# Dolina Przybyska

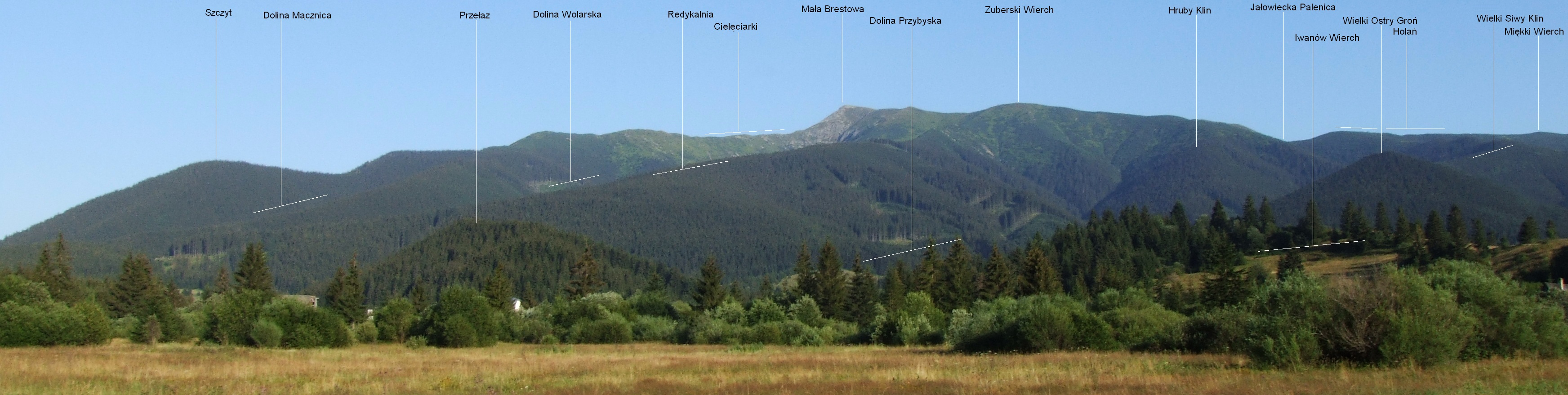
Widok z Zuberca, Dolina Przybyska w środkowej części zdjęcia

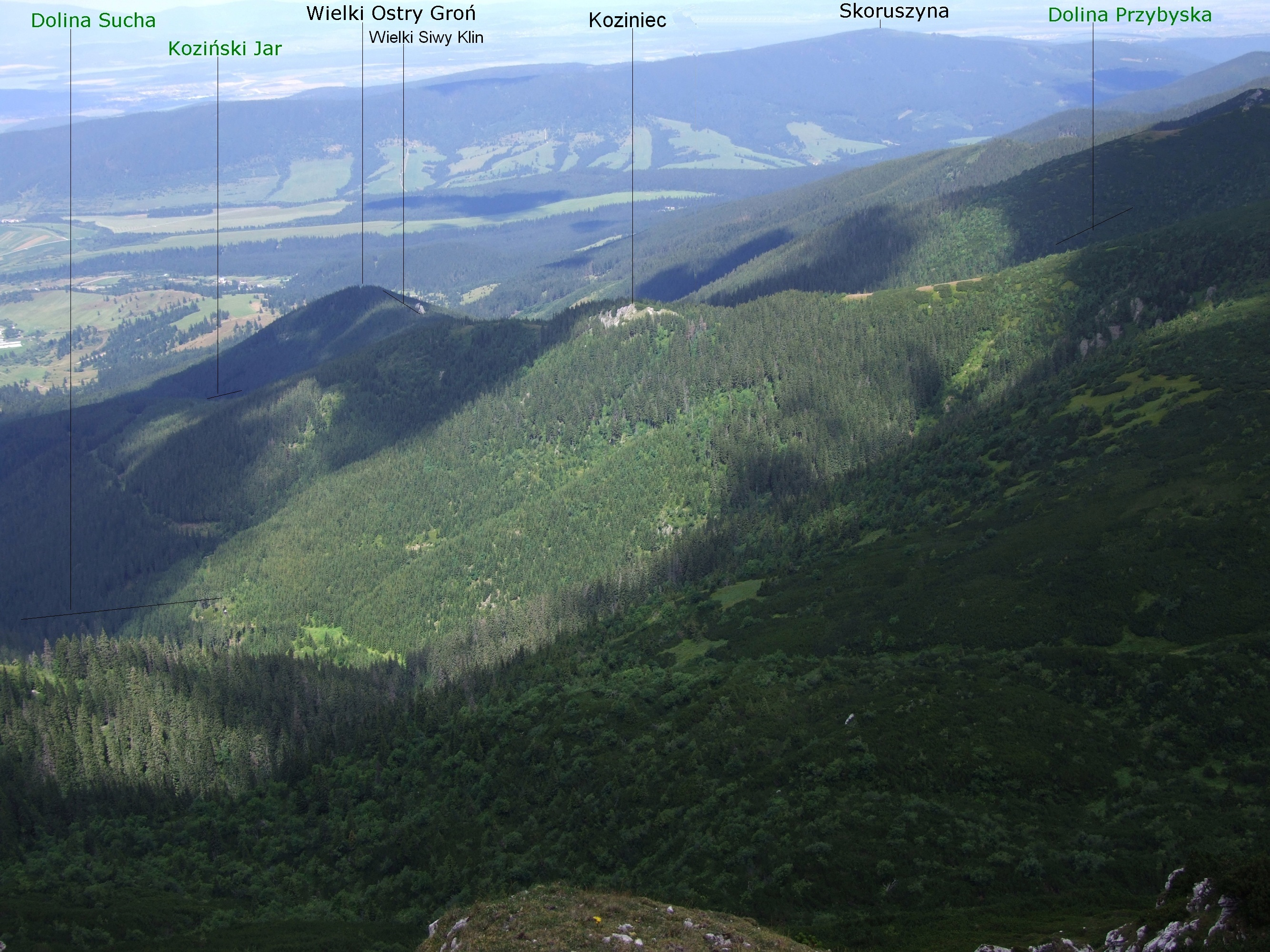
Widok z zachodniej grani Siwego Wierchu, Dolina Przybyska po prawej na dalszym planie

Dolina Przybyska (słow. Pribišská dolina) – uchodząca do Kotliny Zuberskiej dolina w słowackich Tatrach Zachodnich. W dawnych polskich opracowaniach nazywana była też Doliną Prybiską. Według obecnie obowiązujących zasad nazewnictwa geograficznego takie tworzenie nazw przez spolszczanie słowackich liter jest nieuprawnione.

## Topografia
Ma długość około 3,5 km, górą podchodzi pod główną grań Tatr Zachodnich na odcinku od Miękkiego Wierchu (po zachodniej stronie Palenicy Jałowieckiej) po Zuberski Wierch (1753 m). Lewe jej zbocza tworzy Miękki Wierch, Koziniec, Wielki Siwy Klin z wierzchołkiem Wielkiego Ostrego Gronia i Iwanów Wierch, zbocza prawe odchodzący od Zuberskiego Wierchu długi grzbiet Redykalnia oraz wzniesienia i Madajka. Płytki i szeroki wylot doliny znajduje się na wysokości około 750 m we wschodniej części Kotliny Zuberskiej. Dolina wznosi się w kierunku południowym, w górnej części zwężając się. Odchodzący od grani głównej krótki, ale dość wybitny grzbiet Hrubego Klina dzieli ją w górnej części na dwie odnogi; wschodnią i zachodnią. Ta górna część doliny nosi nazwę Doliny Klinów. Odchodzące od Zuberskiego Wierchu i grani głównej grzędy powodują, że Dolina Klinów jest w swojej najwyższej części pożłobiona (szczególnie część wschodnia). Dnem doliny spływa Przybyski Potok.

## Opis doliny
Dolina wyżłobiona jest w strefie skał węglanowych. Dawniej była wypasana. Obecnie niemal cała dolina włączona została w obszar TANAP-u. Po zniesieniu pasterstwa dawne trawiaste tereny zarastają lasem i kosodrzewiną, ale na mapie satelitarnej nadal widoczne są pozostałości dawnych polan i halizn. Dnem dolnej części doliny prowadzi z Zuberca droga leśna, przechodząca południowymi stokami Wielkiego Ostrego Gronia do sąsiedniej na zachód Doliny Suchej. W dolnej części doliny istnieje duża Polana Pawkowa, a wylot doliny zabudowany jest domkami letniskowymi.
Na północno-zachodnich dolnych stokach Doliny Przybyskiej istniał dawniej wyciąg narciarski. Obecnie jest już nieczynny, ale w lesie nadal widoczne są duże wyręby dawnych tras zjazdowych.
Przez najwyższą część doliny (pod Palenicą Jałowiecką) prowadzi szlak turystyczny. Dawniej prowadziła tędy dość uczęszczana, kiepskiej jakości droga gospodarcza z Orawy na Liptów.

## Szlaki turystyczne
– żółty: Zuberzec – Wielki Ostry Groń – Palenica Jałowiecka. Czas przejścia: 3:25 h, ↓ 2:40 h